# Пресноредуть
Пресноредуть (каз. Пресноредуть) — село в Жамбылском районе Северо-Казахстанской области Казахстана. Административный центр Пресноредутского сельского округа. Код КАТО — 594661100.

## География
Расположено между озёрами Пресное и Горькое.
Близ села находится одна из святынь Северо-Казахстанской земли — разрушенный Архистратиго-Михайловский женский монастырь.

## История
Пресноредуть — старое сибирскоказачье поселение на Горькой линии. Основано в XVIII веке.
Первопоселенцы Пресноредути — отставные служилые:
- Наум Игнатьев сын Ульев,
- Макар Никифоров сын Пономарёв,
- Бутаков,
- Вдовин,
- Дорофей Иванов сын Вобгарев,
- Василий Васильев сын Грязнов,
- Иван Васильев сын Ерёмин,
- Иван Фёдоров сын Коробейников,
- Михайло Сергеев сын Куренёв,
- Иван Яковлев сын Мирсанов,
- Седельниковы Фёдор Елисеев сын и Иван Фёдоров сын,
- Филипп Неустроев,
- Филипп Прокопьев сын Микулин,
- Онисим Иванов сын Пушкарёв,
- Лаврентий Игнатьев сын Ромашёв,
- Сидор Ряпосов,
- Илья Семёнов сын Смокотин,
- Михайло Петров сын Столарёв,
- Терентий Леонтьев сын Успленьев,
- Фокий Алексеев сын Войков,
- Михайло Иванов сын Шилов.

Они были направлены после отставки от службы на поселение в редут Пресногорьковский или крепость Пресногорьковскую или получили земельные или лесные наделы за службу в период с 1762 по 1770-е годы.

## Население
В 1999 году население села составляло 731 человек (356 мужчин и 375 женщин). По данным переписи 2009 года, в селе проживало 286 человек (141 мужчина и 145 женщин).